# Vogelschutzgebiet Davert
Vogelschutzgebiet Davert este o arie protejată (arie de protecție specială avifaunistică — SPA) din Germania întinsă pe o suprafață de 2.226,29 ha, integral pe uscat.

## Localizare
Centrul sitului Vogelschutzgebiet Davert este situat la coordonatele 51°51′18″N 7°37′35″E / 51.855°N 7.6264°E.

## Înființare
Situl Vogelschutzgebiet Davert a fost declarat arie de protecție specială avifaunistică în decembrie 2004 pentru a proteja 7 specii de animale.

## Biodiversitate
Situată în ecoregiunea atlantică, aria protejată nu include niciun habitat protejat.
La baza desemnării sitului se află mai multe specii protejate de  păsări (7): pescăruș albastru (Alcedo atthis), ciocănitoarea de stejar (Dendrocopos medius), ciocănitoare neagră (Dryocopus martius), sfrâncioc roșiatic (Lanius collurio), privighetoare (Luscinia megarhynchos), grangur (Oriolus oriolus), viespar (Pernis apivorus).